# سیارک ۱۰۳۸۰
سیارک ۱۰۳۸۰ (به انگلیسی: 10380 Berwald، نامگذاری:1996PY7) ده هزار و سیصد و هشتادمین سیارک کشف شده‌است که در ۸ اوت ۱۹۹۶ کشف شد.
قدر مطلق سیارک برابر ۱۳٫۷۰ است.